# Sericia mutabilis
Sericia mutabilis là một loài bướm đêm trong họ Erebidae.